# Nu Jerzey Devil
Nu Jerzey Devil, NJD właściwie Anthony Torres (ur. 10 stycznia 1980 w South Bronx w Nowym Jorku) – amerykański raper, producent muzyczny.

## Życiorys
W wieku czterech lat wraz z matką, 5 braćmi i siostrą przeniósł się do Compton. Gdy miał 7 lat zaczął rapować, wiedząc że ma do tego talent i próbował to jak najlepiej wykorzystać. Kiedy Anthony skończył 18 lat dał koledze pistolet kaliber 45, a w zamian otrzymał profesjonalny, prawdziwy sprzęt do didżejowania. Gdy zaczął korzystać ze sprzętu tworzył swoje własne beaty i mixy a rapowanie odstawił na drugi bok. Później kupił sobie maszynę do beatów Dr. Rhymt oraz Keybard dla DJ-ów firmy Yamaha.
Dwa lata później, gdy dzielnica usłyszała jego bity dostał wiadomość od Rodneya Darkchilida z Jerkins of Darkchild Producions, że jest zachwycony robionymi przez NJD beatami i zaprasza go do Miami. Nagrali tam razem kilka kawałków, po jakimś czasie NJD dołączył do Jerkins Darkchilid Producions. Po upływie czasu Rodney powiedział Nu Jerzeyowi o raperze z Compton - The Game'ie, który brzmi jakby pochodził z East Coastu. Gdy Nu Jerzey usłyszał kawałki The Game'a był pod wrażeniem. Kuzyn NJD-a, Phat Rat znał się z Graczem. Zapoznali się w studiu i to był początek znajomości.
Game poinformował Devila, że ma zamiar stworzyć korporację Black Wall Street z zapytaniem, czy jest w stanie mu pomagać. NJD zgodził się i wrócił do Compton, gdzie zamieszkał z resztą BWS.

## Dyskografia

### Mixtape'y
- 2008: The Introduction
- 2009: Art of The Devil
- 2010: Say Now Digital

### Albumy
- 2009: Mr. Red Karpet
- 2010: Behind Closed Doors